# Xerospermophilus
Xerospermophilus ist eine Gattung der Echten Erdhörnchen, die in vier Arten in Nordamerika verbreitet ist. Die Tiere leben in trockenen Wüsten- und Steppengebieten im Westen Nordamerikas von Mexiko bis Kalifornien und South Dakota.

## Merkmale
Die Arten der Gattung sind kleine bis mittelgroße Erdhörnchen und haben eine Kopf-Rumpf-Länge von etwa 21 bis 32 Zentimetern. Der Schwanz ist zwischen 5,7 und 11,3 Zentimeter lang, die Schwanzlänge entspricht in der Regel zwischen 40 und 60 % der Körperlänge. Er ist mittellang und dünn. Die Ohren sind mit 5 bis 10 Millimeter Länge vergleichsweise groß, die Hinterfußlänge liegt bei 31 bis 46 Millimetern. Die Rückenfärbung ist blassbraun bis leuchtend rotbraun.  Der Mojave-Ziesel und der Rundschwanzziesel weisen keine auffällige Zeichnung auf. Der Fleckenziesel und der Perote-Ziesel können eine helle Fleckung besitzen, weshalb sie historisch häufig in die Verwandtschaft der Ictidomys-Arten gestellt wurden. Anders als bei diesen formen die Flecken bei den Xerospermophilus-Arten allerdings keine Fleckenreihen oder Streifen, zudem haben die Tiere einen kürzeren Schwanz und behaartere Fußsohlen. Das Fell ist kurz und glatt. Die Weibchen der Callospermophilus-Arten besitzen fünf Paar Zitzen.
Der Schädel ist vergleichsweise filigran gebaut und besitzt eine kurze stumpfe bis moderat lange Schnauze, die nicht so stark abwärts gebogen ist wie bei den Ictidomys-Arten. Der Hirnschädel ist schmal, die Paukenhöhlen relativ groß. Die Molaren sind mittelgroß ausgebildet und brachyodont. Die Schneidezähne sind nach hinten weisend (ophistodont), die Zahnlücke zwischen ihnen ist klein.

## Verbreitung

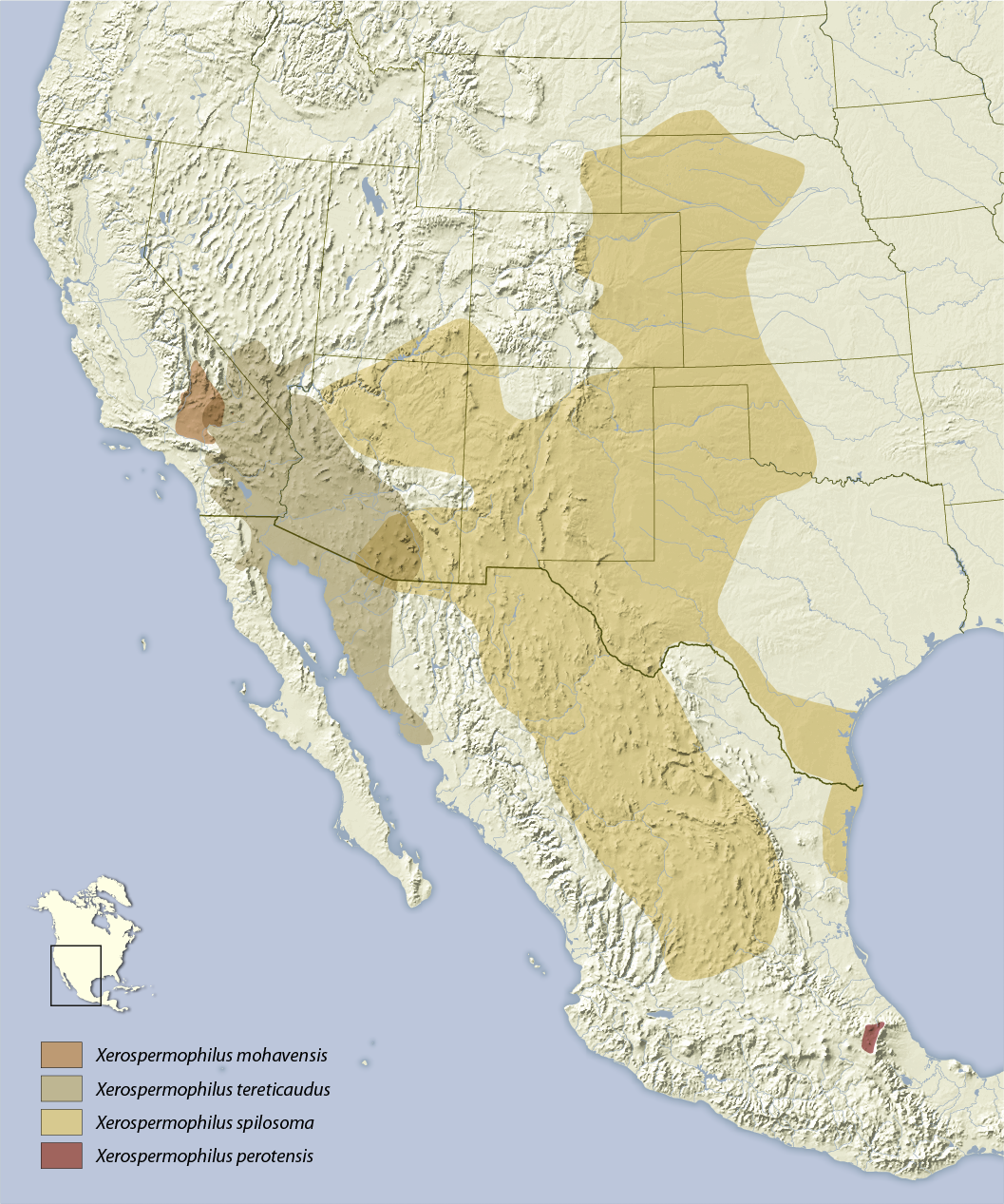
Die Arten der Gattung Xerospermophilus und deren Verbreitung in Nordamerika

Die Gattung Xerospermophilus ist in Nordamerika von den südwestlichen Vereinigten Staaten bis nach Zentral-Mexiko verbreitet. Das Verbreitungsgebiet des Perote-Ziesels ist auf die mexikanischen Bundesstaaten Veracruz und Puebla beschränkt. Der Mojave-Ziesel kommt nur im Norden der Mojave-Wüste im Süden Kaliforniens vor, während der Rundschwanzziesel in Wüsten und Steppen vom südlichen Nevada bis in das südöstliche Kalifornien und das westliche Arizona sowie auf der Halbinsel Baja California und in Sonora in Mexiko verbreitet ist. Im Überschneidungsgebiet mit dem Verbreitungsgebiet des Mojave-Ziesels kommt es in einem schmalen Streifen am Mojave River zu seltenen Hybridisierungen zwischen den Arten. Der Fleckenziesel lebt in einem vergleichsweise großen Verbreitungsgebiet vom Norden Mexikos über das südliche und westliche Texas, New Mexico und das östliche und nordwestliche Arizona bis in den Südwesten South Dakotas.

## Lebensweise
Die Arten der Gattung leben vor allem in trockenen Wüsten- und Steppengebieten, wodurch sie auch ihren Namen erhalten haben. Dabei kommt etwa der Rundschwanzziesel überwiegend im Bereich sandiger Dünen vor und vermeidet steinige und felsige Habitate, auch die anderen Arten bevorzugen sandige Gebiete. Die Verbreitungsgebiete zeichnen sich teilweise durch extreme Temperaturen aus, die vor allem im Winter nachts bis weit unter dem Gefrierpunkt liegen und in denen es im Sommer tagsüber sehr heiß ist. Alle Arten sind omnivor und ernähren sich hauptsächlich von Samen, Blättern und anderen grünen Vegetationsteilen sowie Insekten, wobei sie sich saisonal auf besonders reichhaltig vorhandene Nahrungsquellen spezialisieren können. Die Arten leben in Bauen und sind in der Regel solitär, der Rundschwanzziesel lebt semikolonial und die Tiere nutzen die Baue teilweise gemeinsam.

## Systematik
Xerospermophilus ist eine Gattung der Hörnchen, wo sie den Erdhörnchen (Xerinae) und darin den Echten Erdhörnchen (Xerini) zugeordnet werden. Die wissenschaftliche Erstbeschreibung erfolgte als Untergattung der Ziesel (Gattung Spermophilus) durch Clinton Hart Merriam im Jahr 1892 mit dem Mojave-Ziesel als Typusart. Gemeinsam mit weiteren heute als Gattungen betrachteten Taxa wurde sie entsprechend als Untergattung behandelt.
Eine molekularbiologische Untersuchung bestätigte Xerospermophilus 2004 als monophyletische Gruppe. Diese wurde zudem als Schwestergruppe der Präriehunde (Cynomys) identifiziert und daher auf Gattungsebene neu beschrieben. Das mit diesen gemeinsam gebildete Taxon steht dem Franklin-Ziesel (Poliocitellus franklinii) als Schwestergruppe gegenüber.
Man unterscheidet vier Arten der Gattung:
- Mojave-Ziesel (Xerospermophilus mohavensis), Kalifornien
- Rundschwanzziesel (Xerospermophilus tereticaudus), Kalifornien, Arizona, Niederkalifornien, Sonora
- Fleckenziesel (Xerospermophilus spilosoma), nördl. Mexiko, Texas, New Mexico, Arizona, Colorado, Kansas
- Perote-Ziesel (Xerospermophilus perotensis), Veracruz, Puebla

Dabei gehörten der Mojave-Ziesel und der Rundschwanzziesel bereits vorher der Untergattung Xerospermophilus an, der Perote-Ziesel und der Fleckenziesel wurden allerdings in die ehemalige Untergattung Ictidomys eingeordnet, die heute ebenfalls als eigenständige Gattung betrachtet wird.
In einer phylogenetischen Untersuchung mit einem Fokus auf die Verwandtschaft des Perote-Ziesels wurden jeweils der Mojave-Ziesel und der Rundschwanzziesel sowie der Perote-Ziesel  und der Fleckenziesel als Schwestertaxa identifiziert, die innerhalb der Gattung Xerospermophilus gegenübergestellt werden.
Der Name Xerospermophilus leitet sich von dem griechischen Worten xeros für „trocken“, spermatos für „Same“ und phileo für „Liebe“ ab, bedeutet übersetzt also etwa „Trocken-Samenliebende“.

## Gefährdung und Schutz

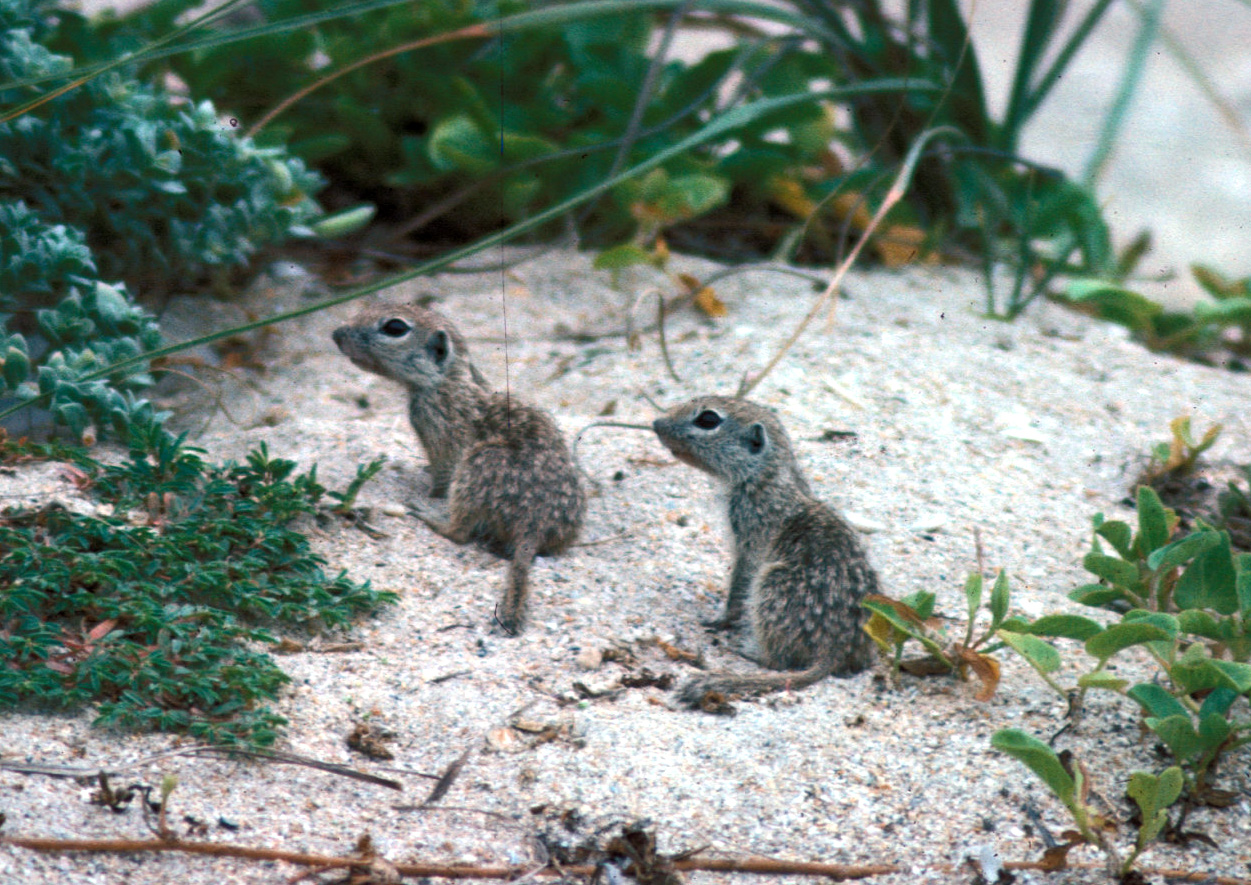
Fleckenziesel (Xerospermophilus spilosoma)

Sowohl der Fleckenziesel wie auch der Rundschwanzziesel werden von der International Union for Conservation of Nature and Natural Resources (IUCN) aufgrund ihres vergleichsweise großen Verbreitungsgebietes und der stabilen Bestände als nicht gefährdet („least concern“) eingeordnet. Der Mojave-Ziesel lebt in einem Gebiet von weniger als 20.000 km2 und wird als gefährdet („vulnerable“) eingestuft, der Perote-Ziesel aufgrund des noch kleineren Verbreitungsgebietes sogar als kritisch gefährdet („endangered“).

## Belege
1. 1 2 3 4 5 6 7 8 9 10  Kristofer M. Helgen, F. Russell Cole, Lauren E. Helgen & Don E. Wilson: Generic revision in the Holarctic ground squirrel genus Spermophilus. Journal of Mammalogy, 90, S. 270–305, 2009
2. 1 2  Jesús A. Fernández: Phylogenetics and biogeography of the microendemic rodent Xerospermophilus perotensis (Perote ground squirrel) in the Oriental Basin of Mexico. Journal of Mammalogy 93 (6), 2012; S. 1431–1439. doi:10.1644/11-MAMM-A-409.1
3. 1 2 3  Matthew D. Herron, Todd A. Castoe, Christopher L. Parkinson: Sciurid phylogeny and the paraphyly of holarctic ground squirrels (Spermophilus). Molecular Phylogenetics and Evolution 31, 2004; S. 1015–1030. (doi:10.1016/j.ympev.2003.09.015, Volltext, PMID 15120398)
4. ↑  Richard W. Thorington Jr., John L. Koprowski, Michael A. Steele: Squirrels of the World. Johns Hopkins University Press, Baltimore MD 2012; S. 366–371. ISBN 978-1-4214-0469-1
5. ↑  Xerospermophilus (Memento vom 22. April 2016 im Internet Archive). In: Don E. Wilson, DeeAnn M. Reeder (Hrsg.): Mammal Species of the World. A taxonomic and geographic Reference. 2 Bände. 3. Auflage. Johns Hopkins University Press, Baltimore MD 2005, ISBN 0-8018-8221-4.
6. ↑  Ictidomys (Memento vom 22. April 2016 im Internet Archive). In: Don E. Wilson, DeeAnn M. Reeder (Hrsg.): Mammal Species of the World. A taxonomic and geographic Reference. 2 Bände. 3. Auflage. Johns Hopkins University Press, Baltimore MD 2005, ISBN 0-8018-8221-4.
7. ↑  Xerospermophilus spilosoma in der Roten Liste gefährdeter Arten der IUCN 2014.3. Eingestellt von: A.V. Linzey, R. Timm, S.T. Álvarez-Castañeda, I. Castro-Arellano, T. Lacher, 2008. Abgerufen am 28. Mai 2015., Xerospermophilus tereticaudus in der Roten Liste gefährdeter Arten der IUCN 2014.3. Eingestellt von: A.V. Linzey, R. Timm, S.T. Álvarez-Castañeda, I. Castro-Arellano, T. Lacher, 2008. Abgerufen am 28. Mai 2015.
8. ↑  Xerospermophilus mohavensis in der Roten Liste gefährdeter Arten der IUCN 2014.3. Eingestellt von: D.J. Hafner, NatureServe (G. Hammerson, D.F. Williams), 2008. Abgerufen am 28. Mai 2015.
9. ↑  Xerospermophilus perotensis in der Roten Liste gefährdeter Arten der IUCN 2014.3. Eingestellt von: S.T. Álvarez-Castañeda, I. Castro-Arellano, T. Lacher, E. Vázquez, 2008. Abgerufen am 28. Mai 2015.